# Nicolae Țuhaș
Nicolae  Țuhaș (n. 18 octombrie 1869 - d. ?) a fost unul dintre ofițerii Armatei României, care a exercitat comanda unei unități militare, pe timp de război, în perioada celui de Al Doilea Război Balcanic și a  Primului Război Mondial
A îndeplinit funcții de șef de stat major al Divizii a 10 în timpul celui de Al Doilea Război Balcanic și a Primului Război Mondial(1916-1919).

## Cariera militară
După absolvirea școlii militare de ofițeri cu gradul de sublocotenent în iulie 1896, Nicolae Țuhaș a ocupat diferite poziții în cadrul unităților de infanterie sau în eșaloanele superioare ale armatei, cea mai importantă fiind cea de comandant al Diviziei a 10 Infanterie .
În perioada Primului Război Mondial a îndeplinit funcțiile de comandant al Diviziei 10 (1916-1918) .
În cadrul acțiunilor militare postbelice, nu este consemnată prezența sa pe teatrul de operațiuni sau ca ofițer de rezervă.:p. 333

## Decorații
- Ordinul „Coroana României”, în grad de ofițer (1913)
- Medalia Bărbăție și Credință, cu distincția „Campania din Bulgaria 1913” (1913)[1]:p. 628